# Cassionympha detecta
Cassionympha detecta là một loài bướm ngày thuộc họ Nymphalidae. Nó được tìm thấy ở Nam Phi, ở vùng núi của Tây Cape from Cederberg to Swartberg down to the coast, then dọc theo đông nam coast và hills tới Đông Cape và into Great Karoo.
Sải cánh dài 33–37 mm đối với con đực và 34–38 mm đối với con cái. Con trưởng thành bay từ tháng 9 đến tháng 4 (nhiều nhất vào từ tháng 10 đến tháng 3).
Ấu trùng ăn various sedges và restios, bao gồm các loài Ficinia ramosissima, Ficinia elongata, possibly Ficinia acuminate, Restio, bao gồm Restio tenuissimus.